# Talparia
Talparia là một chi ốc biển, là động vật thân mềm chân bụng sống ở biển trong họ Cypraeidae, họ ốc sứ

## Các loài
Các loài thuộc chi Talparia bao gồm:
- Talparia argus (Linnaeus)[2]: đồng nghĩa của Arestorides argus
- Talparia exusta (Sowerby, 1832)
- Talparia talpa (Linnaeus)[3]

## Hình ảnh

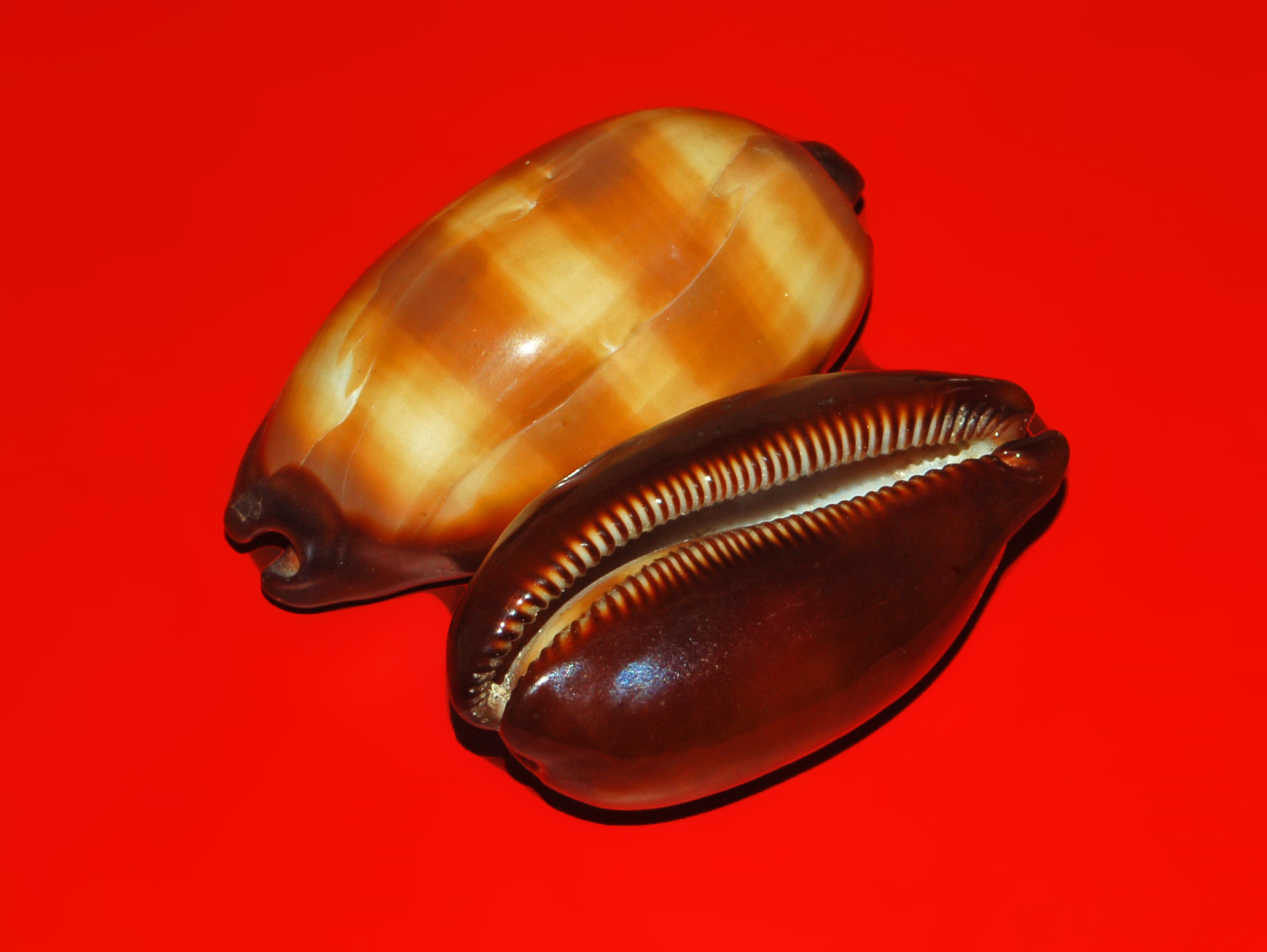